# 卡齊納阿拉河
7°47′57″N 8°52′32″E / 7.7992°N 8.8756°E

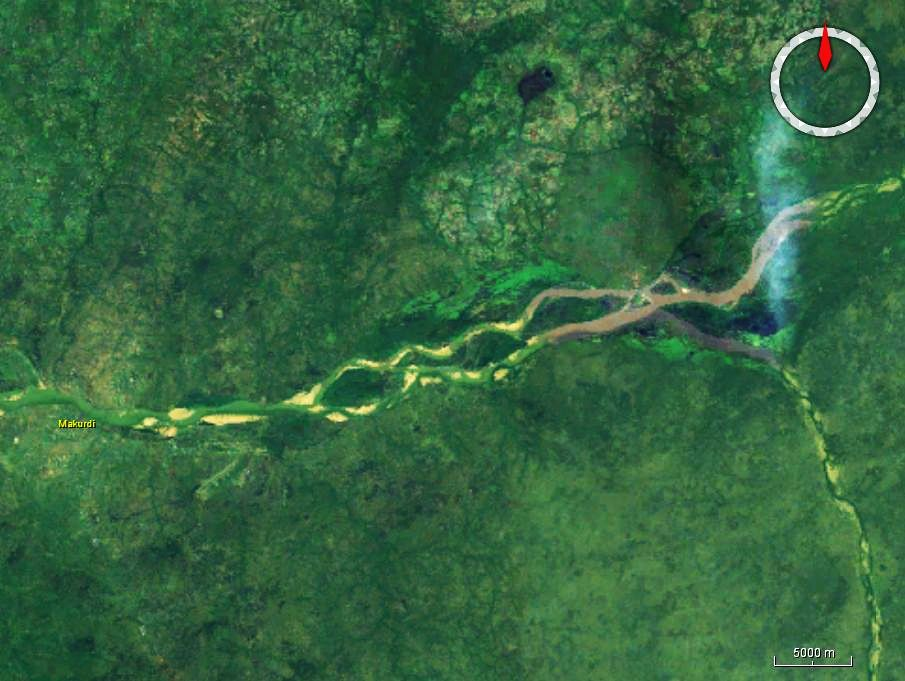

卡齊納阿拉河是尼日利亞的河流，位於該國中部，屬於尼日爾河的支流，河道全長320公里，流域面積22,000平方公里，河口處距離馬庫爾迪40公里。